# Der Waffenstillstand
Der Waffenstillstand (Originaltitel: La tregua) ist ein argentinisches Liebesdrama aus dem Jahr 1974 unter der Regie von Sergio Renán nach dem gleichnamigen Roman von Mario Benedetti aus dem Jahr 1960. Es war der erste argentinische Film, der für einen Oscar als Bester internationaler Film nominiert wurde.

## Handlung
Der Film beginnt mit dem 49. Geburtstag von Martín Santomé, einem Witwer und Vater von drei Kindern: dem ältesten, verbitterten Esteban, der fürsorglichen mittleren Blanca und dem verheimlichten Homosexuellen Jaime. Er geht zur Arbeit, weil er glaubt, seinen Geburtstag vergessen zu haben, und lernt im Büro zwei neue Kollegen kennen: den verweichlichten, nervösen Santini und die junge Laura, mit der er bald eine Beziehung eingeht. Zu Hause wird Martín von einer Party seiner Kinder überrascht.
Nach einem One-Night-Stand mit einer Frau, die er im Bus kennen gelernt hat, beginnt für Martín eine Reihe von Ereignissen, die sein Leben völlig verändern. Santini erleidet bei der Arbeit einen Nervenzusammenbruch und wettert gegen die Selbstgefälligkeit seiner Kollegen; er wird daraufhin ersetzt, doch der Zusammenbruch prägt Martín und zwingt ihn, sein eigenes Leben zu überdenken. Sein Sohn Jaime outet sich schließlich und beschließt, das Haus zu verlassen, um der Familie Peinlichkeiten und weitere Komplikationen zu ersparen. Zu allem Überfluss gesteht Martín, der sich mit Laura angefreundet hat, ihr in einem Café seine Liebe und bittet sie, den Altersunterschied (er ist 49, sie 24) zu überwinden und ihm eine Chance zu geben. Sie willigt ein.
Die beiden fangen an, sich zu treffen, und Martín findet seine Lebensfreude wieder. Ihre Beziehung ist unzerbrechlich, und die Andeutungen eines Seitensprungs werden schnell zurückgewiesen. Er zieht bei ihr ein und verlässt seinen Sohn und seine Tochter (die sich ihrerseits mit einem Mann einlässt). Das verärgert Esteban noch mehr, der seinem Vater vorwirft, ein mittelmäßiges Leben zu führen. Martín beschwört ihn, dass es nie zu spät ist, sich zu ändern, und die beiden versöhnen sich.
Der Höhepunkt des Films beginnt mit dem frühen Tod von Laura, die an einer Grippe erkrankt und kurz darauf an Herzversagen stirbt. Martín sieht das Leben und die Welt wieder düsterer. Er erkennt, dass seine Romanze mit Laura nichts anderes war als „ein Waffenstillstand mit dem Leben“. Der Film endet mit einem zweideutigen Ton, wenn Esteban versucht, seinen Vater zu trösten, wobei die Rollen vertauscht sind und die Kamera auf Martín gerichtet ist, der an der Wand lehnt und hoffnungsloser aussieht als je zuvor.

## Hintergrund
Der argentinische Schauspieler Sergio Renán spielte seit 1951 in Filmen unter der Regie der bekannten Regisseure Mario Soffici, Lucas Demare und dreimal unter der Regie von Leopoldo Torre Nilsson. Bei seiner letzten Zusammenarbeit mit Leopoldo Torre Nilsson 1973 lernte er die Schauspieler Héctor Alterio und Norma Aleandro kennen. Ein Jahr später besetzte er sie für eine Hauptrolle bzw. einen Cameo-Auftritt in seinem ersten Film Der Waffenstillstand.
Der Film hat seit der Veröffentlichung in Argentinien Kultstatus erlangt. 2003 wurde ein mexikanisches Remake gedreht.

## Kritik
In einer 1984 vom Museo del Cine Pablo Ducrós Hicken durchgeführten Umfrage wurde er zum achtbesten argentinischen Film aller Zeiten gewählt, während er in der Ausgabe von 2000 den sechsten Platz belegte. In einer neuen Version der Umfrage, die 2022 von den Fachzeitschriften La vida util, Taipei und La tierra quema organisiert und auf dem Internationalen Filmfestival von Mar del Plata vorgestellt wurde, belegte der Film den 27.